# كيا جويس
كيا جويس (بالإنجليزية: Kia Joice)‏ أو كيا كارستار (بالإنجليزية: Kia Carstar)‏، سيارة مدمجة من فئة (MPV)، أنتجت في كوريا الجنوبية من قبل شركة كيا موتورز بين عامي 1999 و 2003 وكانت السيارة في مشروع مشترك مع هيونداي موتورز وكانت السيارة مشتركه مع هيونداي سنتامو santamo في محرك 3.0 لتر بقوة 16 حصان (120-139)ناقل السرعات يدوي 5 سرعات واتوماتيكي 4 سرعات وتتميز السيارة في سلاست القيادة وبحجمها العائيلي ثلات صفات كراسي وفي عام 2001 تم ادخال تعديلات في هيكل السيارة من قبل السوق الاوربية وفي عام 2003 تم استبدال جويس من قبل كيا موتورز ب كيا كارينز.
'

## معرض صور

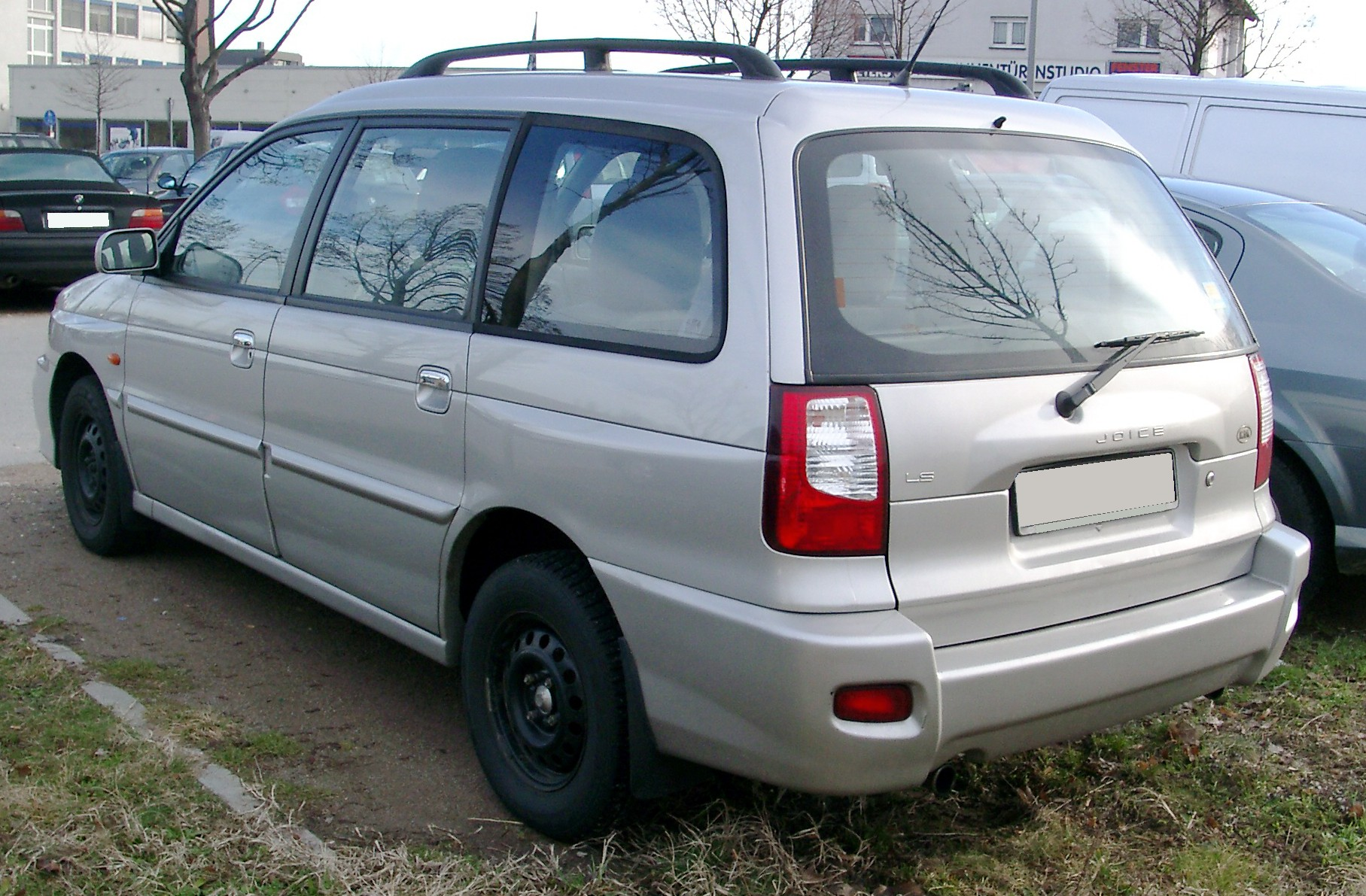
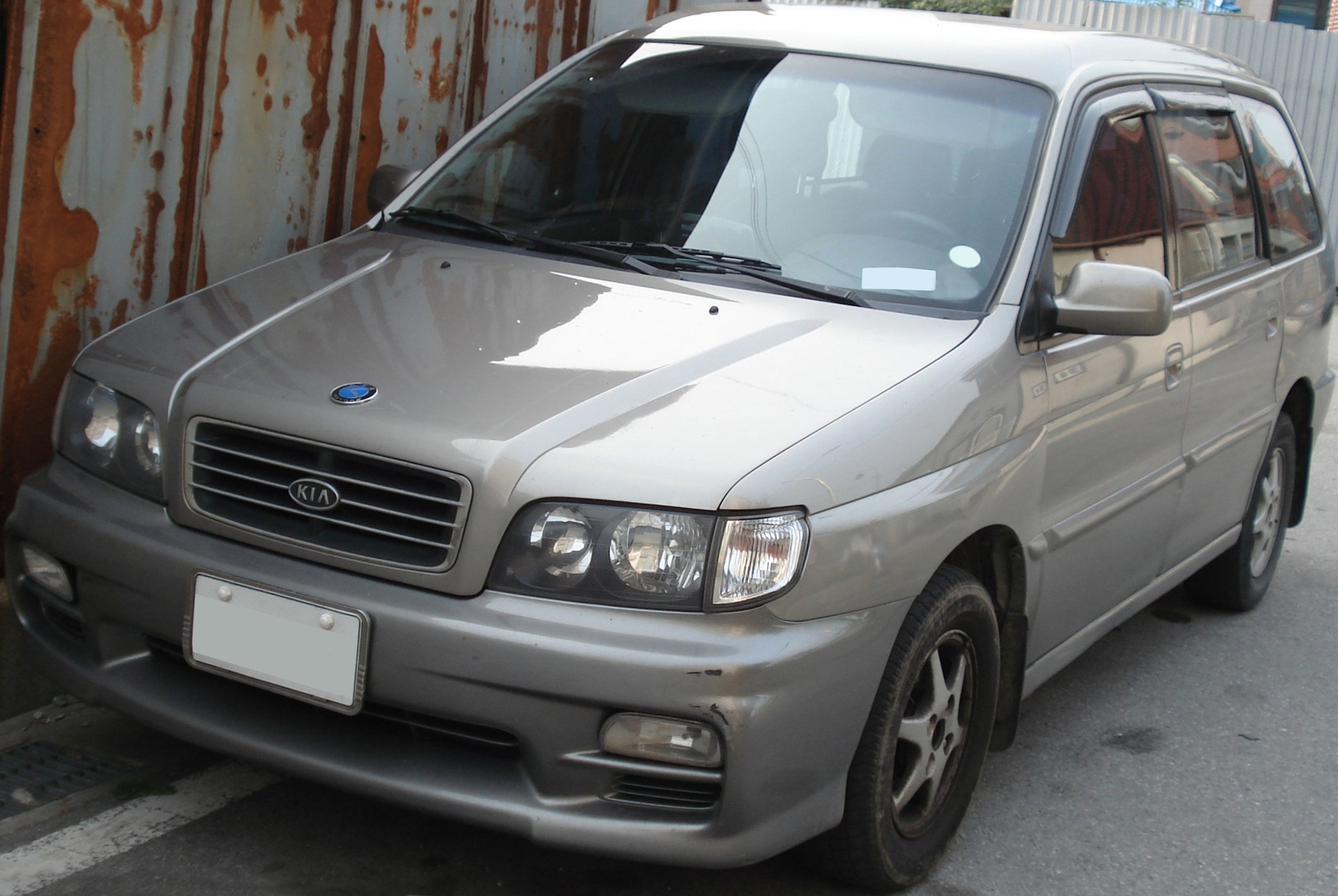
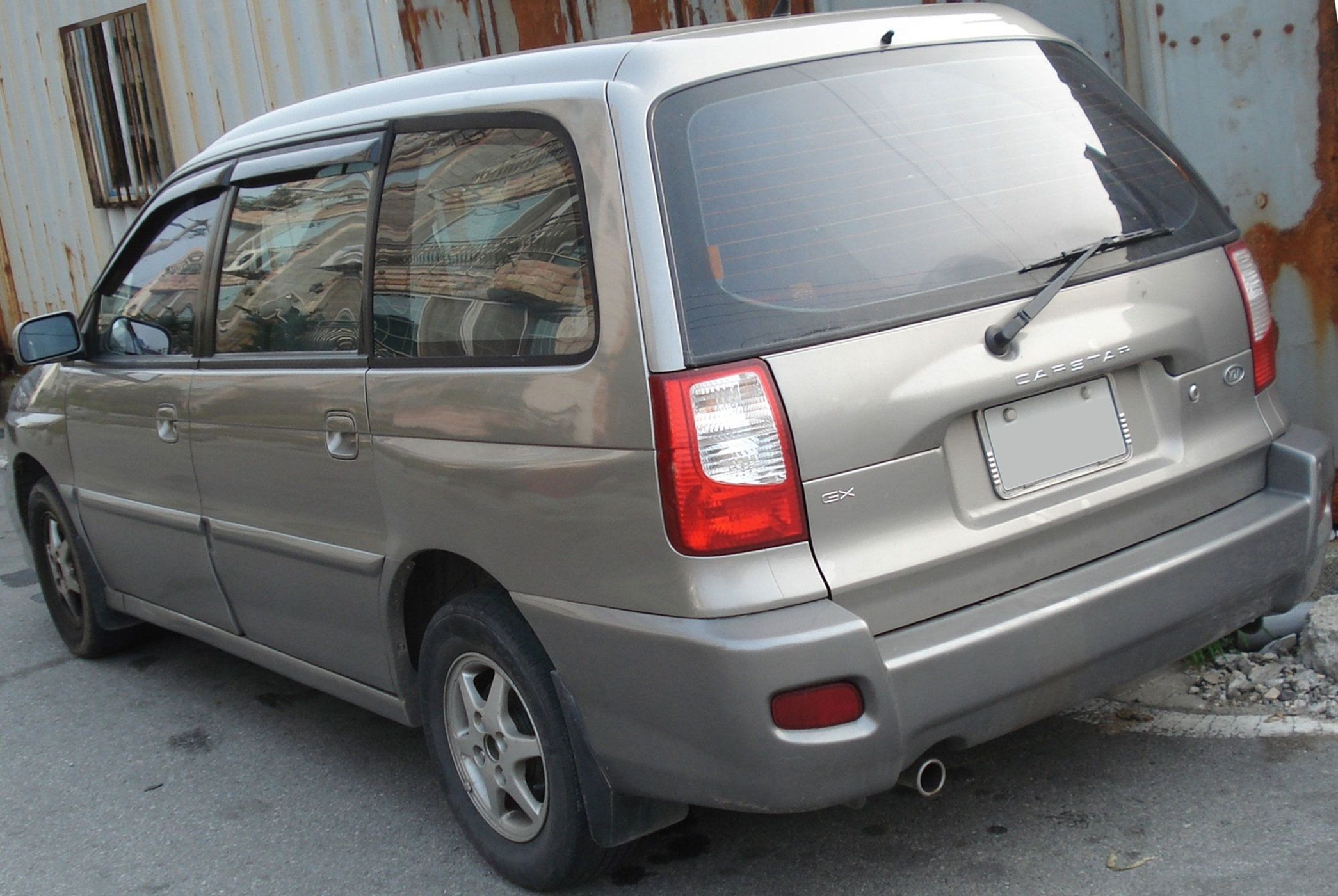